# Уразгали
Уразгали (каз. Оразғали) — село в Казталовском районе Западно-Казахстанской области Казахстана. Входит в состав Коктерекского сельского округа. Код КАТО — 274849300.

## Население
В 1999 году население села составляло 176 человек (92 мужчины и 84 женщины). По данным переписи 2009 года, в селе проживали 153 человека (79 мужчин и 74 женщины).